# 高縣回龍寺
高縣回龍寺位於四川省宜賓市高縣，文物遺址年代判定為明。2012年7月16日公佈為第八批四川省文物保護單位。
高縣回龍寺位於四川省宜賓市高縣慶符鎮黃柏村，坐東向西，兩進制，沿中軸展布。由門廳、正殿及東西廂房組成。正殿明次間立柱採用整石鑿戚，為石、木結構，簷下施斗拱6朵，五鋪作昂尾直挑平，六架椽前後乳袱搭牽，減柱造，面闊五間17.3公尺，進深四間10.5公尺。素面台基1.5公尺高，七級階梯式踏道。明間左側金柱石柱上刻“萬曆元年六月庚申日完”。1989年，高縣回龍寺被宜賓市高縣人民政府公佈為縣級文物保護單位。